# Primera fila: Hecho realidad
Primera fila: Hecho realidad è un album live del gruppo musicale statunitense Ha*Ash, pubblicato il 11 novembre  2014 dalla Sony Music.

## Tracce
Edizione Standard
1. Soy mujer – 4:19 (Ashley Grace, Hanna Nicole, Áureo Baqueiro)
2. Estés donde estés – 4:06 (Áureo Baqueiro, Salvador Rizo)
3. Te dejo en libertad – 4:02 (Ashley Grace, Hanna Nicole, José Luis Ortega)
4. Perdón, perdón – 3:46 (Ashley Grace, Hanna Nicole, José Luis Ortega)
5. Dos copas de más – 3:42 (Ashley Grace, Hanna Nicole, Pablo Preciado)
6. ¿Qué hago yo? – 3:32 (Soraya)
7. No tiene devolución – 3:33 (Ashley Grace, Hanna Nicole, Joy Huerta, Julio Ramírez)
8. Qué más da (feat. Joy Huerta & Julio Ramírez) – 3:20 (Ashley Grace, Hanna Nicole, Joy Huerta, Julio Ramírez)
9. Ex de verdad – 4:07 (Ashley Grace, Hanna Nicole, Beatriz Luengo)
10. No te quiero nada (feat. Axel) – 3:58 (Áureo Baqueiro)
11. Sé que te vas (feat. Matisse) – 4:03 (Ashley Grace, Hanna Nicole, Pablo Preciado)
12. Lo aprendí de ti – 3:17 (Ashley Grace, Hanna Nicole, José Luis Ortega)
13. Odio amarte – 4:18 (Ashley Grace, Hanna Nicole, Áureo Baqueiro)
14. His Eyes on the Sparrow – 3:46 (Civilla D. Martin, Charles H. Gabriel)

Edizione Speciale (2CD + DVD)
- CD 2

1. Quédate lejos (feat. Maluma) – 3:55 (Ashley Grace, Hanna Nicole, Pablo Preciado)
2. No soy yo – 3:44 (Ashley Grace, Hanna Nicole, Leonel García)
3. Pedazos – 4:02 (Soraya)
4. Te quedaste (Versión Acústica) – 4:06 (Áureo Baqueiro, Leonel García)
5. ¿Qué haré con este amor? (Versión Acústica) – 3:28 (Alejandra Alberti, Ignacio Morales)
6. Si pruebas una vez (Versión Acústica) – 3:13 (Ángela Dávalos)
7. Ex de verdad (Versión Big Band) – 3:58 (Ashley Grace, Hanna Nicole, Beatriz Luengo)
8. Perdón, perdón (Versión Big Band) – 4:04 (Ashley Grace, Hanna Nicole, José Luis Ortega)
9. At Last (Versión Big Band) (Mack Gordon, Harry Warren)

- DVD

1. Soy mujer [live]
2. Estés donde estés[live]
3. Te dejo en libertad [live]
4. Perdón, perdón [live]
5. ¿Qué hago yo? [live]
6. No tiene devolución [live]
7. Ex de verdad [live]
8. Dos copas de más [live]
9. Lo aprendí de ti [live]
10. Sé que te vas [live]
11. Odio amarte [live]
12. No te quiero nada [live]
13. Me entrego a ti [acustic]
14. Qué más da [live]
15. His Eyes on the Sparrow [live]
16. Quédate lejos [live]
17. Si pruebas una vez [acustic]
18. Documental

## Classifiche
| Classifica (2014)              | Posizione massima |
| ------------------------------ | ----------------- |
| Messico (AMPROFON)             | 1                 |
| Stati Uniti (Latin Pop Albums) | 16                |
| Spagna (PROMUSCAE)             | 52                |